# Magyar nyelvű főiskolai színjátszás Romániában
Főiskolai színjátszás Erdélyben (1918-1980) A romániai magyar egyetemi és főiskolai ifjúság cselekvő művelődésének leggyakoribb formája a színjátszás, többnyire szoros kapcsolatban az új nemzedék irodalmi törekvéseivel. Főiskolai központok szerint külön-külön indult, de 1974-ben a craiovai Országos Főiskolai Színjátszó Fesztivál alkalmából sor került a kolozsvári, marosvásárhelyi, temesvári és brassói magyar diákszínjátszók első szakmai, szervezési és műsorpolitikai összejövetelére.

## Kolozsvár
A Bolyai Tudományegyetem diákjai 1945-ben először a Mátyás király szülőházában székelő Móricz-kollégiumban tartottak alkalmi előadásokat, 1946-ban megrendezték az első magyar nyelvű szavalóversenyt, s 1947-ben a József Attila- és az Ady Endre-évfordulón szavalóestekkel mutatkoztak be az Egyetemiek Háza nagytermében; a köztársaság kikiáltásának tiszteletére 1948 márciusában a magyar irodalom republikánus eszméket hirdető alkotásaiból állítottak össze ünnepi műsort. 1952-től rendszeressé vált az egyetemi hallgatók felolvasó- és szavalóversenye. Emlékezetes az 1955-ös Vörösmarty-est, az 1956 őszén bemutatott Szeretlek kedvesem c. összeállítás a magyar irodalom legszebb szerelmes verseiből és az 1957-es Arany János-szavalóest (szervezőik Antal Árpád és Gálffy Mózes).
1955-ben megalakult a Bolyai Tudományegyetem Egressy Gábor Színjátszócsoportja, s Flóra Jenő, Szígyártó Sándor, Bereczky Péter rendezők vezetésével tehetséges műkedvelő együttessé fejlődött. Banner Zoltán, Koczka György, Kovács László, Néda Árpád, Reményi Sándor és Rozor Anna voltak jelentős tagjai, közülük néhányan művészi pályára léptek. Az előadások közül Molière Tudós nők (1955) és Calderón Két szék közt a pad alatt (1957) c. darabjai voltak a legsikerültebbek.
1958-ban került sor Szabédi László válogatásában és Szabó József rendezésében egy újabb József Attila-szavalóestre. 1959 után a volt Egressy-csoport tagjai nagyrészt a Babeș-Bolyai Egyetem magyar nyelvű színjátszó csoportjában folytatták tevékenységüket, rendezőjük Szabó József. Még az 1958-59-es tanévben Arbuzov Tánya c. színművét, 1959-60-ban Afinogenov Kisunokám, 1961-62-ben Rozov Boldogság, merre vagy? c. darabját vitték színre. Jól kidolgozott előadásaikon Czeglédy Enikő, K. Jakab Antal, Kocsis István, Komáromi Ilona és Komzsik István alakításai emlékezetesek. A Diákszövetség új magyar színjátszó csoportja Bereczky Péter rendezésében Rozov Szállnak a darvak c. darabjának országos bemutatójával jelentkezett. 1960-61-ben Csehov Leánykérését Szabó József rendezte, 1961-62-ben Arbuzov Irkutszki történetét több mint tízszer adták elő, s újabb esztendő múlva Dihovicsnij Nászutazásával arattak sikert. Előadóik közül Czakkel Ibolya, Krizsán Zoltán, Máthé Loránd és Sigmond Levente játszott gyakrabban főszerepet.
1963 után szervezési és technikai akadályok mélypontra juttatták a magyar nyelvű diákszínjátszást. 1965 májusában Bolyai Farkas A párisi per c. elfelejtett darabjának bemutató előadása – Király Lászlóval, Magyari Lajossal, Farkas Árpáddal, Kerekes Ágnessel, Molnos Lajossal, Nagy Ágnessel a főszerepekben – az egyetemi csoport tevékenységének új szakaszát nyitotta meg. A következő években főleg irodalomtörténeti jelentőségű darabokat vittek színre Márton János, Bereczky Péter, Péterffy Gyula, majd Horváth Béla rendezésében (Peter Weiss: A per. 1967; Petőfi: Tigris és hiéna. 1970; Csiky Gergely: Mukányi. 1971; Vörösmarty: A fátyol titkai. 1972; Balázs Ferenc: Mesék. Színpadra alkalmazva, 1974); Csokonaitól a Karnyóné, Kisfaludy Károlytól A kérők bemutatásával irodalomtörténeti programra is vállalkoztak, Márton János rendezésében. Velük párhuzamosan a Diákszövetség csoportja 1967-ben Földes Mária A hagyaték c. darabját Szabó József rendezésében első bemutatóként adta elő. A hazai szerzők közül Karácsony Benő, valamint Méhes György, Lászlóffy Csaba darabjai után két Tennessee Williams-mű, a Nyár és füst (1971) és a Macska a forró bádogtetőn (1973), Bródy Sándor: A tanítónő (1972), Horia Lovinescu Lerombolt fellegvár (1974), valamint Kocsis István Tárlat az utcán c. drámája, majd Molière: George Dandin és egy erdélyi tréfás népköltészeti műsor jelentett sikert. Előadóik közül (Dálnoky Zsóka, Papp Éva, Szabó Zoltán, Szász M. Attila, Hürkecz István és Patkó Ferenc a főszerepekben) többen már a Népi Művészeti Iskola rendezői szakát végezték.
Az 1970-es évek közepén újra változás állt be a csoportok szervezésében: ezután a Megéneklünk, Románia!-fesztivál keretében karonként alakult szavaló- és színjátszó csoportok léptek fel. Így 1975-től a filológus hallgatók Salamon Ernő Az elhagyott telep balladája c. verses drámáját (Horváth Béla rendezésében), a szülőföldről szóló verses összeállítást (1976), Deák Tamás Testvérek c. darabját (1978, bemutató Bereczky Júlia rendezésében) és Szilágyi Domokos verseit tűzték műsorukra Józsa Irén, Schuller Elza, Márki Zoltán, Szász Zsolt közreműködésével. A fizikusok szavalócsoportja Radnóti Miklós (1976) és kortárs költők (1977) verseiből adott elő, a matematikusoké Cselényi László rendezésében Ady-emlékműsorral (Vízió a lápon, 1977), majd árnyjátékkal (Ilinkuca balladája, 1978) jelentkeztek. A történelem-filozófia kar diákjainak magyar szavalónégyese A vigasz fája c. kollázzsal (1975) és egy Szőcs Kálmán-esttel (1976) szerepelt.
Ezek mellett az alkalmilag összeálló csoportok mellett a hagyományos főiskolai színjátszást a Diákszövetség (utóbb Diákművelődési Ház) Bereczky Péter vezette együttese képviselte: kétévi hallgatás után 1977-ben Paul Anghel Nagyhét és Lászlóffy Csaba Sárban veszett hó (dokumentumjáték Ady Endréről), Bródy Sándor A medikus és Sütő András Anyám könnyű álmot ígért (1979) c. darabját mutatták be. Külön színfoltot képviselt a Koblicska Kálmán vezette, egyetemi patronálással működő Echinox-színjátszókör. 1970-es jelentkezése óta Sławomir Mrożek, Tadeus Rózewicz, Páskándi Géza, Sigmond István, Kocsis István és Ion Băieșu abszurd darabjaival aratott sikert. Az 1970-es évek elején a műegyetemi hallgatóknak is volt külön magyar színjátszó csoportja; a filológus diákok évről évre szavalóversenyt rendeznek. Az évenként megrendezett Kolozsvári Diáktavaszon az együttesek közösen vonulnak fel.
1969-ben alakította meg még iskolásként Cselényi László és H. Szabó Gyula a – Stúdió '51 csoportot: tagjai önálló rendezésben eredeti elképzeléseket valósítottak meg.

## Marosvásárhely
Marosvásárhelyen a pedagógiai főiskola filológus hallgatóinak kezdeményezésére 1963-ban alakult műkedvelő színjátszó csoport. Az együttest 1967-ben átvette a Diákművelődési Ház, s ettől kezdve orvostanhallgatók, almérnök-hallgatók, pedagógusok és középiskolások is közreműködtek. Állandó vezetőjük és rendezőjük Kovács Levente, a Szentgyörgyi István Színművészeti Intézet lektora. 1963-ban Csizmarek-Nádasdy Százházas lakodalom c. darabjával indultak, majd Csehov, Karinthy Frigyes mellett Méhes György, Molnár Jenő darabjait mutatták be. Első jelentősebb sikerüket 1967-ben Saroyan Halló, ki az? c. darabjával érték el, 1970-ben Albee Bessie Smith halála c. művét adták elő a brassói fesztiválon, s 1972-ben Karinthy Az emberke tragédiája c. művével országos I. díjat nyertek a temesvári versenyen. Tízéves fennállásukat Peter Weiss A luzitán szörnyével ünnepelték meg. Az ENSZ Környezetvédelmi Bizottságának kelet-európai központja segítségével állították össze 1974-ben a környezetszennyezés ellen tiltakozó kollázsműsorukat (Tiszta Földet!); 1975-ben Shakespeare A szentivánéji álom c. darabjának zenés változatával szerepeltek (a beiktatott szonetteket Sárossy Endre zenésítette meg), s ezzel bemutatkoztak Temesvárt, Kolozsvárt, Brassóban, Székelyudvarhelyen. Műsorukon zenés kabaré is szerepelt; népszerűek voltak a kortárs költőket, így Kányádi Sándort, Szilágyi Domokost, Szőcs Kálmánt bemutató szavalóestjeik.
Míg a Szentgyörgyi István Színművészeti Intézet harmadéves hallgatói a – Thalia-laboratórium keretében – már a főiskolai szinjátszáson túlmenő jelentőséggel – évente két amatőr-kísérleti műsort mutattak be, az első és másodéves színinövendékek 1976-tól bekapcsolódtak a főiskolás együttesbe mint szereplők, segédrendezők és technikusok. Ez a tevékenység a színészképzés szerves része lett. A kibővült csoport előadta Victor Eftimiu Prométheusz öröksége c. darabját (Kovács Levente átdolgozásában, Elekes Csaba zenéjével), majd 1977-ben Emberarcok címen Cseke Gábor, Gálfalvi György, Marosi Barna prózai írásaiból, Farkas Árpád, Magyari Lajos, Kenéz Ferenc verseiből összeállított riportkollázzsal mutatkoztak be (Elekes Csaba és Panek Kati zenéjével). 1978-ban Bertolt Brecht Mahagonny város tündöklése és bukása, 1979-ben Dumitru Radu A nyolcadik nap hajnalán c. darabjával arattak helyi és országos sikert.

## Temesvár
A temesvári Diákművelődési Ház Thalia Stúdiója keretében 1968-ban alakult a román nyelvű együttes mellett magyar, német és szerb nyelvű színjátszó csoport; a magyart főleg a politechnikai intézet diákjainak buzgalma hozta létre. 1968 decemberében országos bemutatóként színre hozták Kocsis István Megszámláltatott fák c. drámáját. A csoport már indulásakor céljául tűzte ki, hogy a hazai magyar irodalomnak a hivatásos színtársulatok részéről méltatlanul mellőzött alkotásait viszi közönség elé. Így került előadásra Kocsis István Rekviem, Jogfosztott, Tűzszünetben és Játék a hajón c. munkája, több Páskándi-darab, Kincses Elemér Katonák, Seneca és A gomb, Szőcs Kálmán Befejezhetetlen szimfónia c. színműve, valamint Papp István átírásában Bálint Tibor Önkéntes rózsák Sodomában c. regényének színpadi változata. 1974-ben a csoport Hadobás István Medvetánc c. darabjával I. díjat nyert a Diákszínjátszó Fesztivál Craiován tartott országos döntőjén. Bemutatták Bodor Ádám Felvilágosító iroda és Anavi Ádám Az eltűnt szerető c. darabját, majd 1977-ben Kenéz Ferenc, 1978-ban Király László verseiből állítottak össze egész estét betöltő műsort.
A diákszínjátszók munkáját Temesvárt az Állami Magyar Színház művészei irányították: Vértes József, majd Cseresnyés Gyula, utánuk Mátray László. A csoport vállalkozott Augustin Cuzanni A középcsatár hajnalban hal meg (1969), Illyés Gyula Az éden elvesztése (1971), Dumitru Solomon Diogenész, a kutya (1976) c. darabjának előadására, s 1978-ban tízéves fennállását Friedrich Dürrenmatt Pillanatképek egy bolygóról c. drámájával ünnepelte, Mátray László rendezésében. 1979-ben Oláh István Az alakítás, avagy a kísérleti költészet esélyei c. darabjának bemutatására került sor.
A főiskolai színjátszás hatékonyságára jellemző, hogy a diákműkedvelők szavalataikkal és felolvasásaikkal közreműködtek a Látóhatár Kör és az Ady Endre Irodalmi Kör ülésein, s közülük számosan főiskolai tanulmányaik bevégzése után is írói, műkedvelő és népművelő szerepkörben tevékenykedtek új munkahelyeiken.

## Brassó
A brassói Diákművelődési Ház Karima néven fellépő magyar színjátszó együttese 1972-ben alakult meg. Hazai fiatal magyar költők műveiből összeállított műsorukkal (Sirálytánc) mutatkoztak be első ízben. 1973 tavaszán Akszjonov Kollégák c. darabját mutatták be sikerrel. Vendégszerepeltek előadásaikkal Brassó megye városaiban, így Kőhalomban és Szecselevárosban. A csoport művészeti vezetői a sepsiszentgyörgyi Állami Magyar Színház meghívott művészei. Az évenként újjáalakuló együttes 1978-as műsorán sikerrel szerepelt az Akarsz-e játszani? c. játékkompozíció, melyet Kovács R. József, a finommechanikai fakultás hallgatója állított össze Sütő András Engedjétek hozzám jönni a szavakat c. műve nyomán; 1979-ben Oláh István Az alakítás c. lírai oratóriumával szerepeltek.